# Torreperogil
Torreperogil è un comune spagnolo di 7 464 abitanti situato nella comunità autonoma dell'Andalusia.

## Geografia fisica
Nella parte sudorientale del comune scorre per un breve tratto il Guadalquivir.

## Patrimonio storico
- Torri oscure, due torri che rappresentano il complesso urbano di Torreperogil. Esse facevano parte di un antico castello del XIII secolo che diede origine alla città. Una delle due ha pianta quadrata mente l'altra poligonale.
- Chiesa di Santa Maria Maggiore, di stile originariamente romanico, fu ampiamente ristrutturata nel XVI secolo ed è considerata una delle prime opere architettoniche classiciste realizzate in Spagna. Suddivisa in tre navate, ciascuna collegata all'esterno con imponenti portali, all'interno emerge il retablo noto come "Altare di pietra", che rappresenta la deposizione di Cristo dalla croce ed è opera del pittore italiano Giulio Aquili.
- Ermitaggio della Vergine della Misericordia, costruito tra il 1593 e il 1634. All'interno presenta pianta rettangolare; fu restaurato negli anni sessanta, conta ai lati cinque cappelle. La facciata principale è stata costruita tra il 1960 e il 1965.

## Cultura
Dall'estate 1999 si è consolidato lo svolgimento un festival Blues/Rock dove gli organizzatori si impegnano in prima persona per far venire i loro artisti del genere più amati al motto di "Chiedi l'impossibile".